# 新西蘭—英國關係
新西蘭—英國關係指新西蘭和英國兩國間的關係。新西蘭曾是英國殖民地，雙方的關係一直深厚而穩定。。
約80%的新西蘭人祖先來自英國，並有約17%新西蘭人可申領英國護照 。兩國均實行君主立憲制，國家元首均為英王查尔斯三世。

## 歷史

### 獨立前關係
英國探險家詹姆斯·庫克於1769年10月6日抵達新西蘭。密令指示他要尋找未知的南方大陸，以展視大英帝國的力量和發掘商機及新航線。差不多60年後，英國正式設立派駐新西蘭官員（Resident minister）的職位，以回應北部毛利人首領對當地歐洲移民目無法紀的憂慮。1834年，英國寫成新西蘭獨立宣言，於1835年由一些北方首領確認。英王威廉四世亦確認並成為新西蘭的保護者。
1839年，新南威爾士擴張並涵蓋整個新西蘭。同年，新西蘭公司於倫敦成立，其後，各方於1840年2月6日簽署懷唐伊條約，新西蘭於1841年成為英國殖民地。11年後，英國國會通過新西蘭憲法法案，給予新西蘭自治。英國的影響力逐漸減退。1926年，新西蘭加入國際聯盟。根據1931年西敏法令，新西蘭的獨立地位獲英國國會確認。但有關法令到1947年新西蘭才通過相關法案而正式實行。

### 移民
一定数量的進入新西蘭的移民來自英國和其構成國。

## 公民和國民
《英國國籍和新西蘭公民權法案(1948年)》確立了新西蘭國籍的法律概念；在此之前，所有在新西蘭出生或歸化的人具有英籍人士的身分。

## 貿易和投資
直至1960年代，新西蘭與英國的經貿關係極之密切，例如在1955年，英國的輸入貨量占了新西蘭出口總量的65.3%。隨着全球化發展，英國佔新西蘭的份額逐步下降，到2000年，僅6.2%的新西蘭出口是輸往英國。根據新西蘭政府，現時新西蘭出口往英國的每年貨值約$17.6億紐元（近半是肉類），英國輸往新西蘭則約$10億紐元（最多的貨物是機器和車輛）。另外，英國新西蘭商會於1917年成立，旨在推動雙邊貿易

## 旅遊

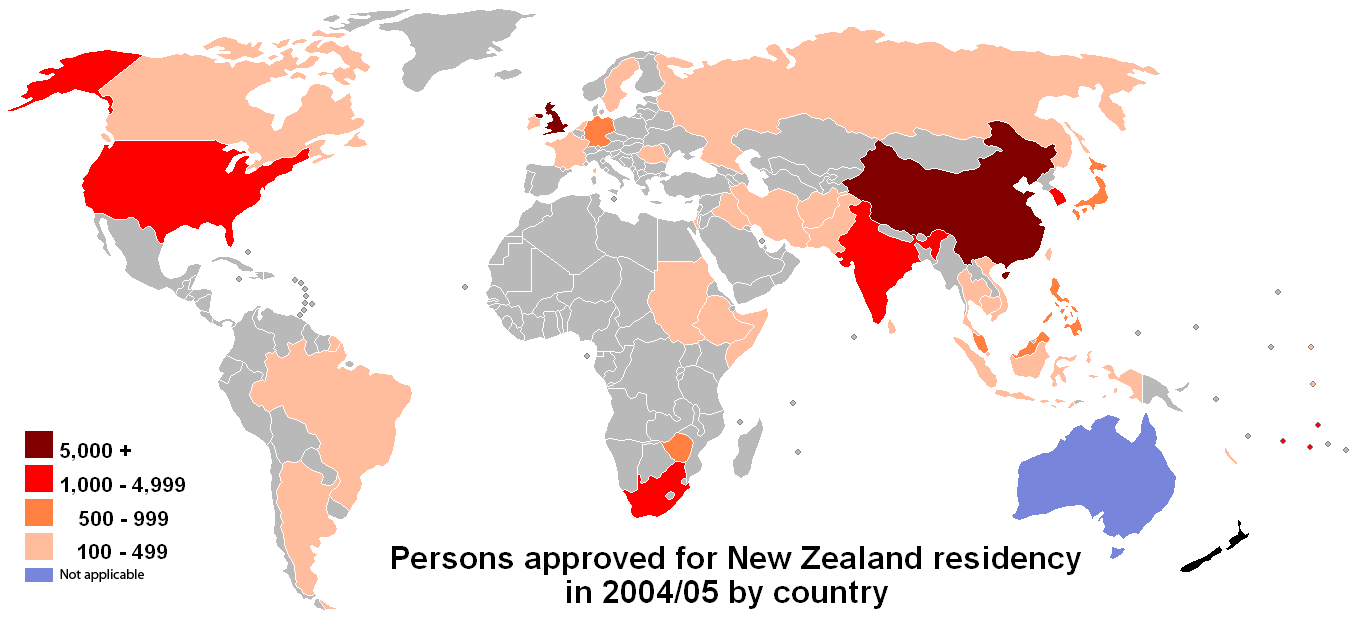
獲新西蘭居留權的人士 - 2004年

根據新西蘭政府，英國是新西蘭第三大旅客來源。在英國，最多新西蘭人住在倫敦，佔在英新西蘭人的47%。

## 國際組織和條約的參與
兩國均為不少國際組織的成員，如聯合國、英聯邦和經濟合作發展組織等。至於軍事安排，兩國均是五國聯防和英美保安協定的成員。自2006年起，新西蘭加入了英國早已為成員的ABCA國防軍事溝通安排。

## 駐當地代表
新西蘭自1871年起在英國派駐代表。由於兩國均為英聯邦成員，駐當地的最高外交人員稱為高級專員。以前，新西蘭總督兼任英國駐新西蘭高級專員一職，直至1939年，兩者才分開派員出任。

## 官式訪問
兩國部長和要員互訪頻繁。以2009年為例，新西蘭最少有10次官式訪問英國，而英國則最少8次官式訪問新西蘭。